# Liste der Korps der Österreichisch-Ungarischen Armee
In dieser Liste werden die Korps der Österreichisch-Ungarischen Landstreitkräfte mit ihren Einzugsbereichen, Ergänzungsbezirken, sowie den verantwortlichen Abteilungsleitern und zugehörigen Einheiten im Jahre 1914 aufgeführt.

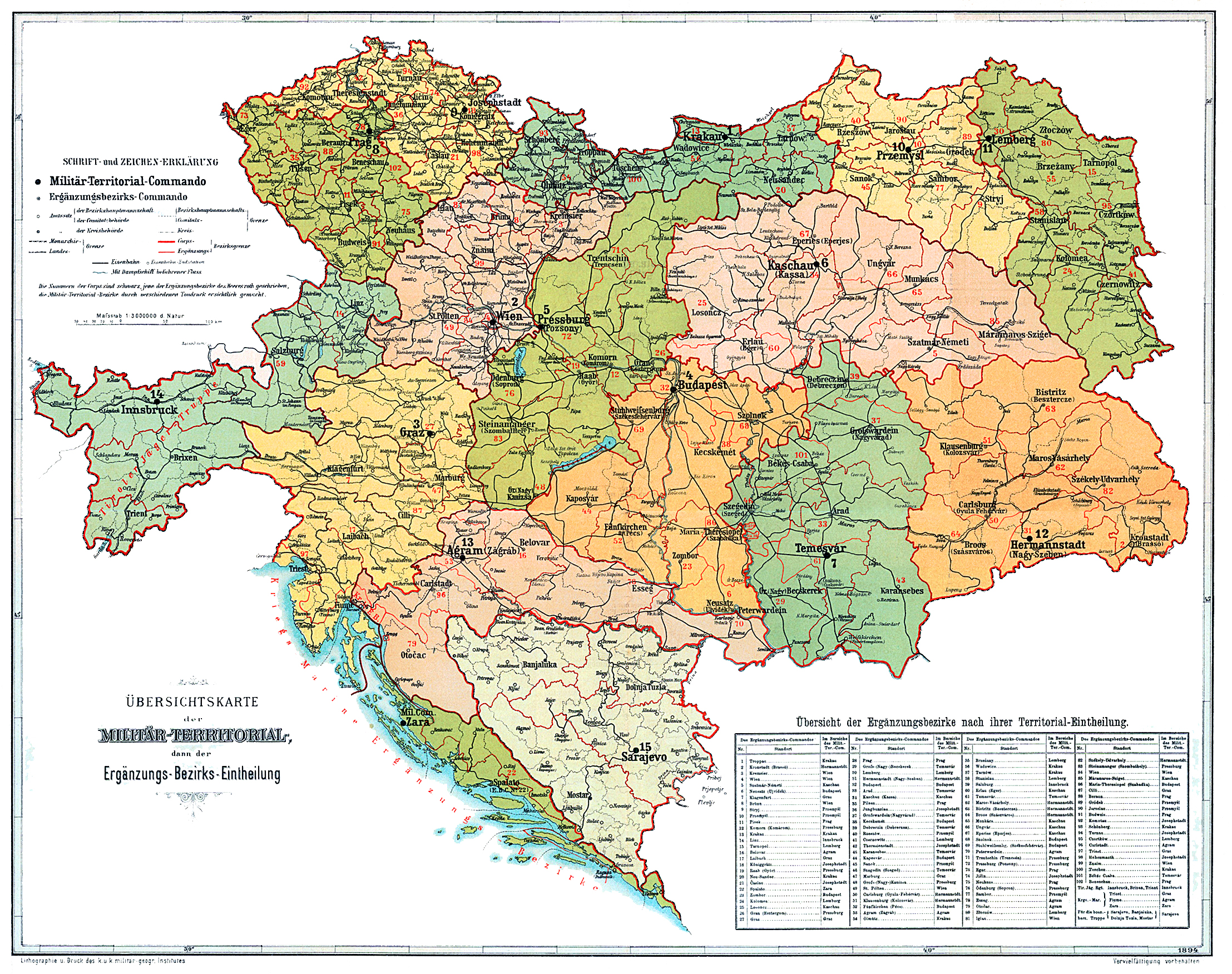
Korpsbereiche und Ergänzungsbezirke (1894)

- Zu den unterstellten Divisionen und Brigaden siehe → Liste der Großverbände der k.u.k. Armee

## Namensproblematik
Es werden hier die von der k.u.k. Militäradministratur geführten Ortsnamen verwendet. Dabei ergibt sich eine gewisse Problematik, da man in der sogenannten Transleithanischen Reichshälfte (alle ungarischen und von Ungarn beanspruchten Gebiete) für Ortschaften in der Regel ungarische Namen, unabhängig vom landesüblichen Namen rigoros durchsetzte. (So wurde die Slowakei als Oberungarn bezeichnet, mit den erwähnten Konsequenzen.)
In der Realität kam es vor, dass Städte im ungarischen Anspruchsgebiet drei Namen gleichzeitig hatten – Sibiu / Nagyszeben / Hermannstadt oder Prešporok / Pozsony / Preßburg, da es auch seitens der österreichischen Reichsverwaltung deutsche Namen gab. In der Cisleithanischen Reichshälfte lagen die Dinge etwas anders, viele polnische und galizische Namen wurden beibehalten, ausgenommen die Orte, die schon über Jahrhunderte hinweg einen deutschen Namen führten (Krakau).
Auch in Böhmen behielt man in den tschechischsprachigen Gebieten oftmals die Originalnamen bei (Jičín). Die Namen der vormals venezianischen Gebiete am Mittelmeer hatten ebenfalls ihre italienischen Namen behalten (Castelnuovo, heute Herceg Novi).
Letztendlich verlangte der 1867 geschlossene Ausgleich mit Ungarn jedoch keine Änderung der Ortsnamen in den jeweiligen Reichshälften. Soweit das möglich war, sind die angegebenen Namen auf die heutigen Verhältnisse verlinkt.

Kommandant des 1. Korps
Gen. Karl von Kirchbach auf Lauterbach

## I. Korpskommando
- Krakau
Bereich: Westgalizien, Schlesien und Nordmähren
Heeresergänzungsbezirke: Olmütz, Tarnów, Teschen, Troppau, Wadowice
Korpskommandant: General der Kavallerie Freiherr Karl von Kirchbach auf Lauterbach
Zugeteilt: Feldmarschalleutnant Josef Graf Stürgkh
Generalstabschef: Oberst Ferdinand Demus
Feldsuperior: Adolf Honig
Militäranwalt: Oberstleutnant-Auditor Johann Czaplinski
Sanitätschef: Oberstabsarzt 1. Klasse Alkmund Grossmann
Intendanzchef: Militär-Oberintendant 1. Klasse Karl Ilming
Militärbaudirektor: Oberstleutnant Eugen Wolny
Verbände:
5. Infanterietruppendivision
12. Infanterietruppendivision
7. Kavallerietruppendivision
1. Feldartilleriebrigade
2. Festungsartilleriebrigade
Traindivision Nr. 1

## II. Korpskommando
- Wien (Stabsgebäude: I. Bezirk, Universitätsstraße 7) 48° 12′ 50″ N, 16° 21′ 28″ O
Bereich: Niederösterreich und Südmähren
Heeresergänzungsbezirke: Brünn, Iglau, Kremsier, Sankt Pölten, Wien A, Wien B, Znaim
Korpskommandant: General der Infanterie Blasius Schemua
Zugeteilt: Feldmarschalleutnant Heinrich Fath
Generalstabschef: Oberst Leo Greiner
Feldsuperior: Ladislaus Grúsz (Rossauer Kaserne, Südtrakt)
Justizreferent: Oberstleutnant-Auditor Artur Brosig
Sanitätschef: Generalstabsarzt Gustav Knodt
Intendanzchef: Militär-Oberintendant 1. Klasse Franz Schueler
Militärbaudirektor: Oberst Optat Bayer
Verbände:
4. Infanterietruppendivision
25. Infanterietruppendivision
49. Infanterietruppendivision
3. Kavallerietruppendivision
2. Feldartilleriebrigade
1. Festungsartilleriebrigade
Verkehrstruppenbrigade
Traindivision Nr. 2

## III. Korpskommando
- Graz (Stabsgebäude: Glacisstraße)
Bereich: Steiermark, Kärnten, Istrien, Triest, Krain, Görz, Gradisca
Heeresergänzungsbezirke: Cilli, Graz, Klagenfurt, Laibach, Marburg, Triest, Kriegsmarine-Ergänzungsbezirk Triest
Korpskommandant: General der Infanterie Emil Colerus von Geldern
Zugeteilt: Feldmarschalleutnant Erwin Edler von Mattanovich
Generalstabschef: Oberst Richard Müller
Feldsuperior: Anton Jaklić
Militäranwalt: Oberstleutnant-Auditor August Ritter von Scheuer
Sanitätschef: Oberstabsarzt 1. Klasse Alfred Schücking
Intendanzchef: Militär-Oberintendant 1. Klasse Karl Ilming
Militärbaudirektor: Generalmajor Karl Brandtner
Verbände:
6. Infanterietruppendivision
28. Infanterietruppendivision
3. Kavalleriebrigade
3. Feldartilleriebrigade
4. Festungsartilleriebrigade
Traindivision Nr. 3
Kriegshafenkommando in Pola

## IV. Korpskommando

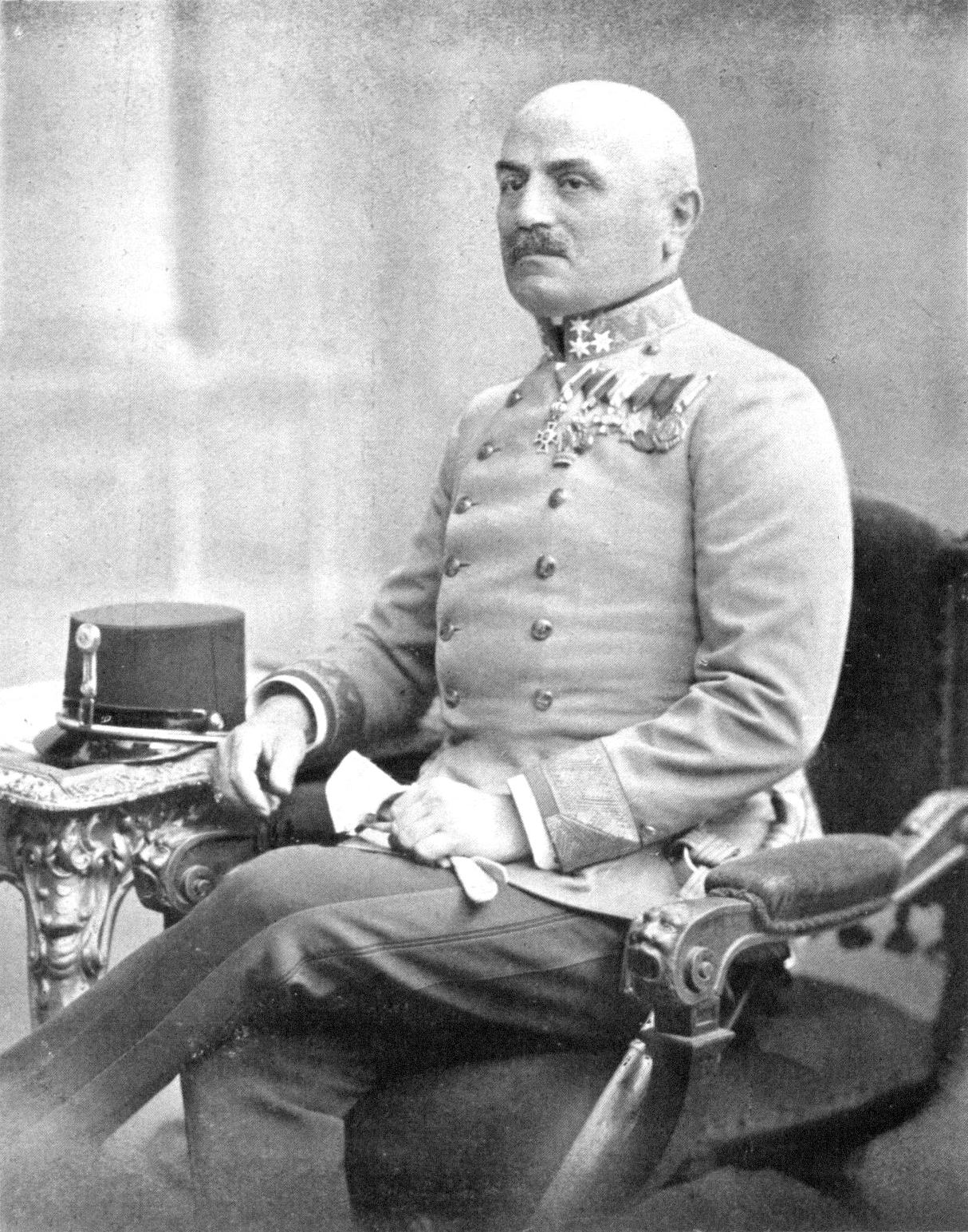
Kommandant des 5. Korps
FZM Paul Puhallo von Brlog

- Budapest (Stabsgebäude: I. Bezirk – Szinház-utca 7) 47° 29′ 54″ N, 19° 2′ 15″ O
Bereich: Ungarn
Heeresergänzungsbezirke: Budapest, Kaposvár, Kecskemét, Pécs, Szabadka, Székesfehérvár, Szolnok, Újvidék, Zombor
Korpskommandant: General der Kavallerie Karl Tersztyánszky von Nádas
Zugeteilt: Oberst im Infanterie-Regiment 65 Josef Selpka
Generalstabschef: Oberst Adalbert Dáni von Gyarmata
Feldsuperior: Viktor Várady
Militäranwalt: Oberstleutnant-Auditor Ignaz Hofer
Sanitätschef: Generalstabsarzt Johann Turcsa
Intendanzchef: Militär-Oberintendant 1. Klasse Franz Swoboda
Militärbaudirektor: Oberst Richard Kodolitsch Edler von Neuweinsberg und zum Khag
Verbände:
31. Infanterietruppendivision
32. Infanterietruppendivision
10. Kavallerietruppendivision
4. Feldartilleriebrigade
2 Festungsartilleriekompanien
Traindivision Nr. 4

## V. Korpskommando
- Pozsony
Bereich: Ungarn
Heeresergänzungsbezirke: Esztergom, Győr, Komárom, Nagykanizsa, Pozsony, Sopron, Szombathely, Trencsén
Korpskommandant: Feldzeugmeister Paul Puhallo von Brlog
Zugeteilt: Feldmarschalleutnant Rudolf Schmidt
Generalstabschef: Oberst Hermann Sallagar
Feldsuperior: Josef Gross
Militäranwalt: Oberstleutnant-Auditor Johann Wosmek
Sanitätschef: Oberstabsarzt 1. Klasse Adalbert Pattantyus-Ábrahám von Danczka
Intendanzchef: Militär-Oberintendant 1. Klasse Michael Magerl
Militärbaudirektor: Oberst Karl Hinghofer-Szalkay
Verbände:
14. Infanterietruppendivision
33. Infanterietruppendivision
2. Kavallerietruppendivision
5. Feldartilleriebrigade
2 Kompanien Festungsartillerieregiment 6
Traindivision Nr. 5

## VI. Korpskommando
- Kassa (Stabsgebäude: Ferencz-Jozsef-tér)
Bereich: Ungarn
Heeresergänzungsbezirke: Eger, Eperjes, Kassa, Losoncz, Máramarossziget, Munkács, Szatmár-Németi, Ungvár
Korpskommandant: General der Infanterie Svetozar Boroević von Bojna
Zugeteilt: Oberst im Infanterieregiment 10 Rudolf Obauer Edler von Bannerfeld
Generalstabschef: Oberst Josef Huber
Feldsuperior: Andreas Vágás
Militäranwalt: Oberstleutnant-Auditor Karl Paulus
Sanitätschef: Oberstabsarzt 1. Klasse Moritz Szabó
Intendanzchef: vakant
Militärbaudirektor: Oberst Maximilian List
Verbände:
15. Infanterietruppendivision
27. Infanterietruppendivision
6. Kavalleriebrigade
6. Feldartilleriebrigade
Traindivision Nr. 6

## VII. Korpskommando
- Temesvár
Bereich: Ungarn
Heeresergänzungsbezirke: Arad, Békéscsaba, Debreczen, Karánsebes, Nagybecskerek, Nagyvarad, Szeged, Temesvár
Korpskommandant: General der Infanterie Otto Meixner von Zweienstamm
Zugeteilt: Generalmajor Eduard Karresz
Generalstabschef: Oberst Josef Ritter Schilhawsky von Bahnbrück
Feldsuperior: Eduard Kémeny
Militäranwalt: Oberstleutnant-Auditor Adolf Porschinsky
Sanitätschef: Oberstabsarzt 1. Klasse Koloman Gömöry
Intendanzchef: Militär-Oberintendant 1. Klasse Karl Zerbes
Militärbaudirektor: Oberst Albert Lemberger
Verbände:
17. Infanterietruppendivision
34. Infanterietruppendivision
1. Kavallerietruppendivision
7. Feldartilleriebrigade
Traindivision Nr. 7

## VIII. Korpskommando
- Prag (Stabsgebäude: III. Bezirk, Malostranské nam. 15) 50° 5′ 19″ N, 14° 24′ 9″ O
Bereich: Böhmen
Heeresergänzungsbezirke: Beneschau, Beraun, Budweis, Eger, Neuhaus, Pilsen, Pisek, Prag
Korpskommandant: General der Kavallerie Arthur Freiherr Giesl von Gieslingen
Zugeteilt: Feldmarschalleutnant Simon Ritter Schwerdtner von Schwertburg
Generalstabschef: Oberst Ludwig Sündermann
Feldsuperior: Anton Voneš
Militäranwalt: Oberstleutnant-Auditor Otto Wrany
Sanitätschef: Generalstabsarzt Julius Schwarz
Intendanzchef: Generalintendant Karl Bilek
Militärbaudirektor: Oberst Viktor Raudnitz
Verbände:
9. Infanterietruppendivision
19. Infanterietruppendivision
1. Kavalleriebrigade
8. Feldartilleriebrigade
Traindivision Nr. 8

## IX. Korpskommando
- Leitmeritz
- (heutige Adresse: ul. na Valech 76)
- Koordinate: 50° 32′ 11″ N, 14° 7′ 55″ O

Bereich: Böhmen
Heeresergänzungsbezirke: Tschaslau, Hohenmauth, Jičín, Jungbunzlau, Komotau, Königgrätz, Theresienstadt, Turnau
Korpskommandant: General der Infanterie Lothar Edler von Hortstein
Zugeteilt: Generalmajor August Hajeck
Generalstabschef: Oberst August Martinek
Feldsuperior: Josef Charvát
Militäranwalt: Oberstleutnant-Auditor Karl Jilek
Sanitätschef: Generalstabsarzt Robert Ritter von Töply
Intendanzchef: Militär-Oberintendant 1. Klasse Dagobert Klepp
Militärbaudirektor: Oberst Herrmann Heinrich
Verbände:
10. Infanterietruppendivision
29. Infanterietruppendivision
9. Kavalleriebrigade
9. Feldartilleriebrigade
Traindivision Nr. 9

## X. Korpskommando
- Przemyśl (Stabsgebäude: Ul. Mickiewicza 16)
Bereich: Mittelgalizien
Heeresergänzungsbezirke: Gródek Jagielloński, Jaroslau, Rzeszów, Sambor, Sanok, Stryj, Przemyśl
Korpskommandant: General der Infanterie Hugo Meixner von Zweienstamm
Zugeteilt: Feldmarschalleutnant Emil Hartwich
Generalstabschef: Oberst Gottlieb Kralowetz von Hohenrecht
Feldsuperior: Kasimir Płachetko
Militäranwalt: Oberstleutnant-Auditor Wenzel Voličeck
Sanitätschef: Generalstabsarzt Bronislaus Majewski
Intendanzchef: Militär-Oberintendant 1. Klasse Karl Ilming
Militärbaudirektor: Major Alois Götz
Verbände:
2. Infanterietruppendivision
24. Infanterietruppendivision
6. Kavallerietruppendivision
10. Feldartilleriebrigade
Festungsartillerie-Regiment 3
Traindivision Nr. 10

## XI. Korpskommando

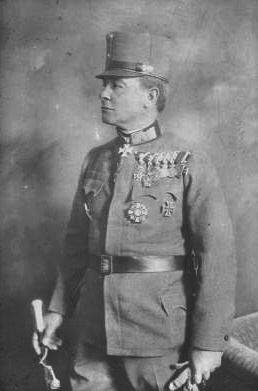
Kommandant des 12. Korps
Gen. Kövess von Kövessháza

- Lemberg
Bereich: Ostgalizien und Bukowina
Heeresergänzungsbezirke: Breschan, Czernowitz, Czortków, Kolomea, Stanislau, Tarnopol, Złoczów, Lemberg
Korpskommandant: General der Kavallerie Desiderius Kolossváry de Kolosvár
Zugeteilt: Generalmajor Peter von Hofmann
Generalstabschef: Oberst Franz Riml
Feldsuperior: Ladislaus Gryziecki
Militäranwalt: Oberstleutnant-Auditor Theoderich Sternat
Sanitätschef: Oberstabsarzt 1. Klasse Leopold Terenkoczy
Intendanzchef: Militär-Oberintendant 1. Klasse Stanislaus Komora
Militärbaudirektor: Oberst Karl Lustig von Preansfeld
Verbände:
11. Infanterietruppendivision
30. Infanterietruppendivision
4. Kavallerietruppendivision
8. Kavallerietruppendivision
11. Feldartilleriebrigade
Traindivision Nr. 11

## XII. Korpskommando
- Nagyszeben
Bereich: Ungarn
Heeresergänzungsbezirke: Beszterece, Brassó, Gyulafehérvár, Kolozsvár, Maros-Vásárhely, Szászváros, Székelyudvarhely, Nagyszeben
Korpskommandant: General der Infanterie Hermann Kövess von Kövesshaza
Zugeteilt: Feldmarschalleutnant Franz Schreitter von Schwarzenfeld
Generalstabschef: Oberstlt. Egon Freiherr Zeidler-Daublensky von Sterneck
Feldsuperior: Stephan Ucsnay
Militäranwalt: Oberstleutnant-Auditor Johann Knobloch
Sanitätschef: Oberstabsarzt 1. Klasse Wilhelm Robitschek
Intendanzchef: Militär-Oberintendant 1. Klasse Ernst Dögl
Militärbaudirektor: Oberst Ludwig Lang
Verbände:
16. Infanterietruppendivision
35. Infanterietruppendivision
12. Kavalleriebrigade
12. Feldartilleriebrigade
Traindivision Nr. 12

## XIII. Korpskommando
- Zagreb (Stabsgebäude: Jesuitenplatz 4)
Bereich: Kroatien, Slawonien und Fiume
Heeresergänzungsbezirke: Bjelovar, Osijek, Karlovac, Otočac, Petrovaradin, Zagreb, Kriegsmarineergänzungsbezirk Fiume
Korpskommandant: General der Infanterie Adolf von Rhemen zu Barensfeld
Zugeteilt: Feldmarschalleutnant Eugen von Scheure
Generalstabschef: Oberst Alfred von Zeidler
Feldsuperior: Matthias Rihtharič
Militäranwalt: Oberstleutnant-Auditor Jaroslav Korejzl
Sanitätschef: Generalstabsarzt Ludwig Steinitzer
Intendanzchef: Militär-Oberintendant 1. Klasse Ferdinand Ritter von Renzenberg
Militärbaudirektor: Oberst Josef Trieb
Verbände:
7. Infanterietruppendivision
36. Infanterietruppendivision
8. Kavalleriebrigade
13. Feldartilleriebrigade
2 Festungsartilleriekompanien
Traindivision Nr. 13

## XIV. Korpskommando

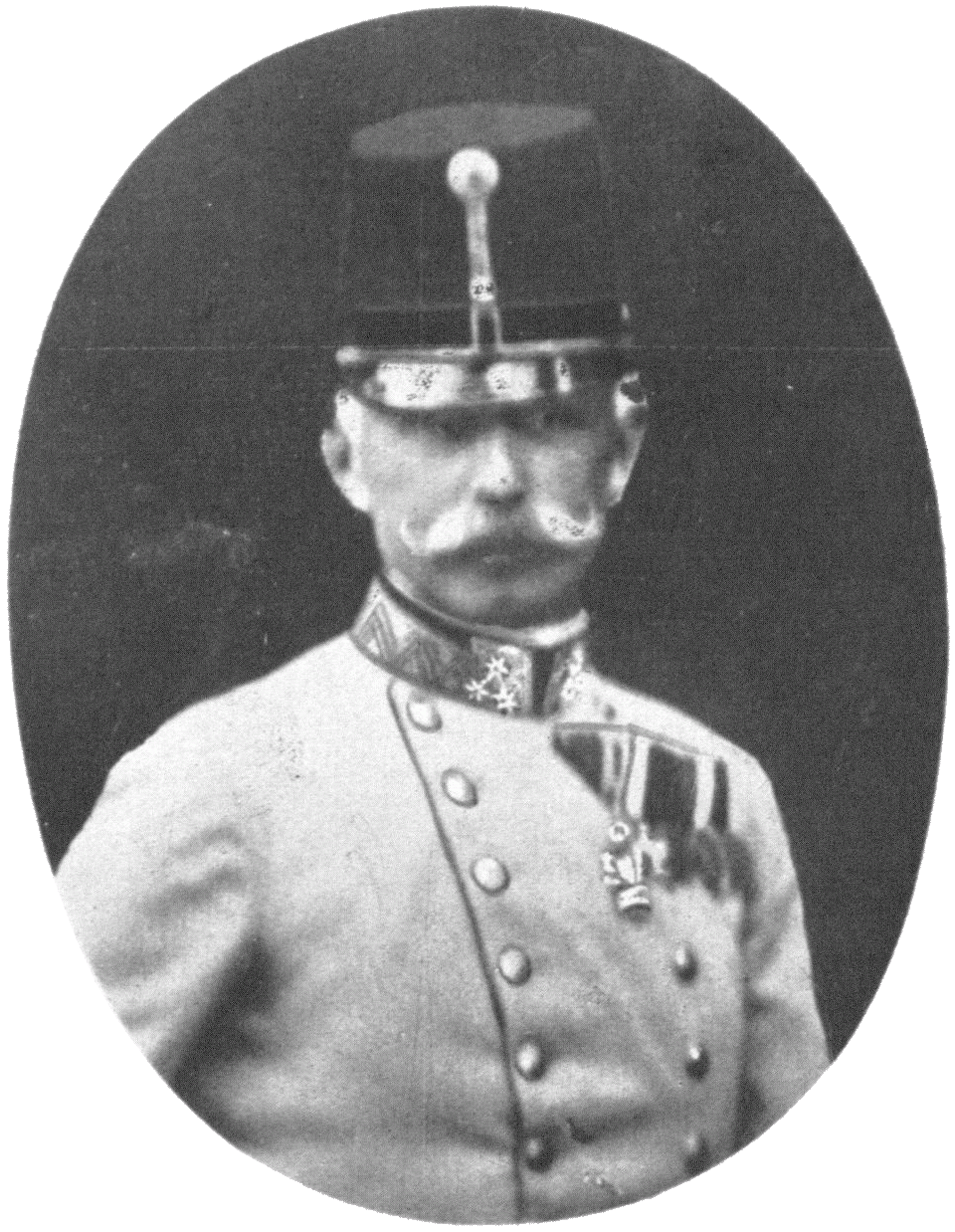
Kommandant des 15. Korps
Gen. Michael Edler von Appel

- Innsbruck (Stabsgebäude: Erlerstr. 10)
Bereich: Tirol, Vorarlberg, Oberösterreich und Land Salzburg
Heeresergänzungsbezirke: Brixen, Linz, Salzburg, Trient, Innsbruck
Korpskommandant und Landesverteidigungskommandant in Tirol und Vorarlberg: s.k.u.k. Hoheit Feldmarschalleutnant Erzherzog Joseph Ferdinand
Zugeteilt: Feldmarschalleutnant Ludwig Können-Horák Edler von Höhenkampf
Generalstabschef: Oberst Josef Ritter von Paič
Feldsuperior: Johann Klobovs
Militäranwalt: Oberstleutnant-Auditor Franz Panek
Sanitätschef: Generalstabsarzt Josef Majorkovits
Intendanzchef: Generalintendant Franz Klitzner
Militärbaudirektor: Generalmajor Karl Förster
Verbände:
3. Infanterietruppendivision
8. Infanterietruppendivision
Dragoner-Regiment Nr. 4
14. Feldartilleriebrigade
1. Gebirgsartilleriebrigade
3. Festungsartilleriebrigade
Traindivision Nr. 14

## XV. Korpskommando
- Sarajevo (Stabsgebäude: Terezija ulica 16)
Bereich: Bosnien – ohne die Bezirke Glamoč, Bugojno, Livo, Źupanjac, und Prozor
Heeresergänzungsbezirke: Banja Luka, Tuzla, Sarajevo
Korpskommandant: General der Infanterie Michael Edler von Appel
Zugeteilt: Generalmajor Johann Diviš
Generalstabschef: Oberst Michael Mihaljevič
Feldsuperior: Johann Hromádka
Militäranwalt: Oberstleutnant-Auditor Emil Barta
Sanitätschef: Oberstabsarzt 1. Klasse Siegmund Dynes
Intendanzchef: Militär-Oberintendant 1. Klasse Viktor Hržak
Militärbaudirektor: Oberstlt. Gustav von Pelzel
Verbände:
1. Infanterietruppendivision
48. Infanterietruppendivision
11. Gebirgsbrigade
2. Gebirgsartilleriebrigade
5. Festungsartilleriebrigade
Festungsartilleriebataillon 2 (1 Kompanie)
Traindivision Nr. 15

## XVI. Korpskommando
- Ragusa
Bereich: Dalmatien, die angrenzenden Teile von Bosnien und der Hercegovina
Heeresergänzungsbezirke: Mostar, Sinj, Kriegsmarine Ergänzungsbezirk Sebenico und teilweise den Landwehr-Ergänzungsbezirk Castelnuovo
Korpskommandant: Feldmarschalleutnant Wenzel Wurm (später: Wenzel von Wurm)
Zugeteilt: Feldmarschalleutnant: vakant
Generalstabschef: Oberst Paul von Loefen
Feldsuperior: Karl Budanak
Militäranwalt: Oberstleutnant-Auditor Josef Plzak
Sanitätschef: Oberstabsarzt 1. Klasse Siegmund Geró
Intendanzchef: Militär-Oberintendant 1. Klasse Ferdinand Ritter von Renzenberg
Militärbaudirektor: Oberst Ladislaus Panuska
Verbände:
18. Infanterietruppendivision
47. Infanterietruppendivision
5. Gebirgsbrigade
3. Gebirgsartilleriebrigade
Traindivision Nr. 16